# Хюе
Хюе (на виетнамски: Huế) е град в Централен Виетнам. Той е бивша столица на страната и е известен със своите паметници и архитектура. В града живеят 1 236 393 души (по данни от 2023 г.). През 1968 г., по време на Виетнамската война, градът е превзет от САЩ. Всяка година в Хюе се провежда юношеска спартакиада.

## Образование
- Хюе Институт по изкуства
  - Педагогически институт Хюе
  - Медицински институт Хюе